# 马尔科·许本贝克
马尔科·许本贝克（德語：Marko Hübenbecker，1986年6月14日—），德国男子雪车运动员。他曾代表德国参加国际雪车联合会世界锦标赛，获得一枚金牌、一枚银牌和一枚铜牌。他也曾参加2014年冬季奥运会。